# Sluis bij Genk
De sluis bij Genk is een sluizencomplex op het Albertkanaal in de Belgische stad Genk.
Het sluizencomplex werd gebouwd tijdens de aanleg van het kanaal in de jaren 1930 en omvat drie sluizen, een wegbrug en een spoorbrug.
In 2022 startte de bouw van een pompinstallatie-waterkrachtcentrale, net zoals bij de sluizen bij Hasselt en Diepenbeek.

## Sluizen
- 2 sluizen van 136 × 16 meter
- 1 duwvaartsluis van 196 × 24 meter
- verval van 10,10 meter

## Wegbrug
De wegbrug is een liggerbrug uit drie delen waarbij de langste overspanning 24 meter bedraagt. De doorvaarthoogte bedraagt 9.10 meter.

## Spoorbrug
De spoorbrug maakt deel uit van spoorlijn 21C. In mei 2021 werd de oude spoorbrug afgebroken Deze bestond uit drie delen van ieder ongeveer 60 meter lang, de doorvaarthoogte 6.90 meter. Er kwam in januari 2022 een nieuwe, hogere brug in de plaats. Hiervoor werd de volledige spoorlijn acht maanden buiten dienst gesteld. Gedurende die periode werd de volledige spoorlijn 21C ook vernieuwd, gemoderniseerd en geëlektrificeerd. De elektrificatie moet ervoor zorgen dat elektrische goederentreinen niet langer door Hasselt moeten rijden en er op die manier meer capaciteit vrijkomt voor reizigerstreinen. Infrabel voerde de elektrificatiewerken uit van 18 mei 2021 tot 30 maart 2022.